# Challenge international de tourisme 1932
Navigation
Challenge 1930 Challenge 1934
Le Challenge 1932 est la troisième édition du Challenge International de Tourisme qui s'est déroulé du 12 au 28 août 1932 à Berlin, en Allemagne.

## Organisation
Le concours est organisé par l'Allemagne à la suite de la victoire de Fritz Morzik lors de l'édition précédente. 
Lors de cette édition la plupart des pays ont développé de nouveaux avions spécialement pour l'épreuve. 67 inscriptions ont été reportées, mais 24 aéronefs ne se sont présentés, en partie à cause d'un développement inachevé ou de crash lors d'essais.
Des équipes de six nations ont participé au Challenge en 1932 : l'Allemagne (16 équipages), la France (8 équipages), l'Italie (8 équipages), la Pologne (5 équipages), la Tchécoslovaquie (4 équipages) et la Suisse (2 équipages). L'aviateur anglais Winifred Spooner s'est inscrit au concours dans l'équipe italienne, étant la seule femme parmi les pilotes. Un Canadien (John Carberry) et un pilote roumain (Alexander Papana) ont participé au concours dans l'équipe allemande.
La cérémonie d'ouverture a eu lieu le 12 août 1932 à l'aérodrome de Berlin-Staaken. Le concours comportait trois parties : des épreuves techniques, un rallye à travers l’Europe et une épreuve de vitesse. L'un des objectifs du Challenge étant de stimuler les progrès en développement d'aéronefs, il ne s'agissait pas uniquement de la concurrence des pilotes, mais les essais techniques comprenaient également une évaluation de la construction qui promouvait des conceptions plus avancées.

## Engagés
| N°                    | Mat              | Pilote                  | Passage/mécanicien | Nat.             | Avion            | Moteur           | Registre         |
| Équipe allemande      | Équipe allemande | Équipe allemande        | Équipe allemande   | Équipe allemande | Équipe allemande | Équipe allemande | Équipe allemande |
| --------------------- | ---------------- | ----------------------- | ------------------ | ---------------- | ---------------- | ---------------- | ---------------- |
| 1.                    | A4               | John Carberry           | –                  |                  | Klemm Kl 32 X    | DH Gipsy III     | D-2299           |
| 2.                    | A6               | Dietrich von Massenbach | Scholz             |                  | Heinkel He 64c   | Argus As.8R      | D-2303           |
| 3.                    | A8               | Wolfgang Stein          | Aumann             |                  | Heinkel He 64c   | Argus As.8R      | D-2302           |
| 4.                    | A9               | Hans Seidemann          | Witt               |                  | Heinkel He 64b   | Argus As.8R      | D-2260           |
| 5.                    | B1               | H. von Cramon           | Dübwart            |                  | Heinkel He 64c   | Argus As.8R      | D-2301           |
| 6.                    | B6               | Robert Lusser           | Reuter             |                  | Klemm Kl 32 V    | Argus As.8R      | D-2311           |
| 7.                    | B7               | Theo Osterkamp          | Arno Trebs         |                  | Klemm Kl 32 V    | Argus As.8R      | D-2312           |
| 8.                    | B8               | Walter Marienfeld       | Fritz              |                  | Darmstadt D-22a  | Argus As.8R      | D-2222           |
| 9.                    | B9               | Reinhold Poss           | Kurt Mettiner      |                  | Klemm Kl 32 V    | Argus As.8R      | D-2261           |
| 10.                   | C2               | Otto Cuno               | Heil               |                  | Klemm Kl 32 XIV  | Siemens Sh.14a   | D-2310           |
| 11.                   | C4               | Georg Pasewaldt         | –                  |                  | Klemm Kl 32 XIV  | Siemens Sh.14a   | D-2320           |
| 12.                   | C6               | Fritz Morzik            | Hermann Dempewolf  |                  | Heinkel He 64c   | Argus As.8R      | D-2304           |
| 13.                   | C7               | Alexander Papana        | Hubert             |                  | Monocoupe 110    | Warner Scarab    | CV-TUK           |
| 14.                   | C8               | Antonius Raab           | Gammelin           |                  | Raka RK-25/32    | Argus As.8       | D-1489           |
| 15.                   | E1               | Wolf Hirth              | Hermann Illg       |                  | Klemm Kl 32 XII  | Hirth HM-150     | D-2328           |
| 16.                   | E2               | Werner Junck            | Beese              |                  | Heinkel He 64c   | Argus As.8R      | D-2305           |
| Équipe française      |                  |                         |                    |                  |                  |                  |                  |
| 17.                   | K1               | Henri Massot            | Perriot            |                  | Guerchais T.9    | Renault 6Ac      | F-AMBD           |
| 18.                   | K2               | Georges Détré           | Ville              |                  | Potez 43         | Potez 6Ac        | F-AMBM           |
| 19.                   | K3               | Pierre Duroyon          | Lewir              |                  | Potez 43         | Potez 6Ac        | F-AMBN           |
| 20.                   | K4               | Raymond Delmotte        | Philippe           |                  | Caudron C.278    | Salmson 9Nc      | F-ALXB           |
| 21.                   | K5               | Maurice Arnoux          | Brabant            |                  | Farman F.234     | Salmson 7Ac      | F-ALLY           |
| 22.                   | K6               | André Nicolle           | Hericault          |                  | Mauboussin M.12  | Salmson 9 Ad     | F-ALVX           |
| 23.                   | K7               | George Lebeau           | Belfort            |                  | Farman F.350     | DH Gipsy III     | F-ALMA           |
| 24.                   | K8               | Jacques Puget           | –                  |                  | Farman F.234     | Salmson 7Ac      | F-ALHV           |
| Équipe italienne      |                  |                         |                    |                  |                  |                  |                  |
| 25.                   | M1               | Ambrogio Colombo        | Brioschi           |                  | Breda Ba.33      | Colombo S.63     | I-????           |
| 26.                   | M2               | Vittorio Suster         | Muratori           |                  | Breda Ba.33      | Colombo S.63     | I-BLEA           |
| 27.                   | M3               | Pierro de Angeli        | Pezza              |                  | Breda Ba.33      | Colombo S.63     | I-MANO           |
| 28.                   | M4               | Renato Donati           | Cupini             |                  | Breda Ba.33      | Colombo S.63     | I-CORE           |
| 29.                   | M5               | Mario Stoppani          | Appignani          |                  | Breda Ba.33      | Colombo S.63     | I-MUNE           |
| 30.                   | M6               | Francesco Lombardi      | Zancolla           |                  | Breda Ba.33      | Colombo S.63     | I-CTUS           |
| 31.                   | M7               | Winifred Spooner        | Percins            |                  | Breda 33         | Colombo S.63     | G-ABXK           |
| 32.                   | M8               | G. Viazzo               | Corta              |                  | Breda 33         | Colombo S.63     | I-BIBI           |
| Équipe polonaise      |                  |                         |                    |                  |                  |                  |                  |
| 33.                   | O1               | Bolesław Orliński       | Marian Balcerzak   |                  | PZL.19           | DH Gipsy III     | SP-AHH           |
| 34.                   | O2               | Ignacy Giedgowd         | Stefan Kłosinek    |                  | PZL.19           | DH Gipsy III     | SP-AHI           |
| 35.                   | O3               | Jerzy Bajan             | Gustaw Pokrzywka   |                  | PZL.19           | DH Gipsy III     | SP-AHK           |
| 36.                   | O4               | Tadeusz Karpiński       | Stanisław Zientek  |                  | RWD-6            | AS Genet Major   | SP-AHL           |
| 37.                   | O6               | Franciszek Żwirko       | Stanisław Wigura   |                  | RWD-6            | AS Genet Major   | SP-AHN           |
| Équipe suisse         |                  |                         |                    |                  |                  |                  |                  |
| 38.                   | S1               | Peter Straumann         | Schröder           |                  | Comte AC-12E     | DH Gipsy III     | CH-333           |
| 39.                   | S2               | Robert Fretz            | Gibbins            |                  | Klemm Kl 32 X    | DH Gipsy III     | CH-360           |
| Équipe tchécoslovaque |                  |                         |                    |                  |                  |                  |                  |
| 40.                   | T1               | Jan Anderle             | Bina               |                  | Breda Ba-15S     | Walter Junior    | OK-WAL           |
| 41.                   | T2               | Josef Kalla             | Novak              |                  | Praga BH-111     | DH Gipsy III     | OK-BAH           |
| 42.                   | T3               | Karel Mareš             | Novotny            |                  | Praga BH-111     | DH Gipsy III     | OK-BIH           |
| 43.                   | T4               | František Klepš         | Gernie             |                  | Praga BH-111     | DH Gipsy III     | OK-BEH           |

## Compétition

### Épreuves techniques
Le 13 août se tient la première épreuve. Elle consistait en un vol à la vitesse minimale pour la première fois dans Challenge, destiné à évaluer la sécurité de l'aéronef. Franciszek Żwirko a été le plus lent avec une vitesse de 57,6 km/h. Le deuxième était un autre Polonais pilotant un RWD-6, Tadeusz Karpiński. Derrière eux se trouvaient les Italiens, les Allemands He 64 et le Français Raymond Delmotte (C.278) avec de bons résultats allant de 61,2 à 65,7 km/h, puis le reste. La réglementation ne prévoyait pas des vitesses aussi basses et donc les sept résultats inférieurs à 63 km/h ont été attribués avec 50 points.
| Pos. | Pilote             | Équipe      | Avions | Vitesse   | Points |
| ---- | ------------------ | ----------- | ------ | --------- | ------ |
| 1.   | Franciszek Żwirko  | Pologne     | RWD-6  | 57,6 km/h | 50 pts |
| 2.   | Tadeusz Karpiński  | Pologne     | RWD-6  | 60,8 km/h | 50 pts |
| 3.   | Francesco Lombardi | Italie      | Ba.33  | 61,2 km/h | 50 pts |
| 4.   | Ambrogio Colombo   | Italie      | Ba.33  | 61,4 km/h | 50 pts |
| 5.   | Winifred Spooner   | Royaume-Uni | Ba.33  | 61,5 km/h | 50 pts |
| 6.   | Werner Junck       | Allemagne   | He 64c | 62,1 km/h | 50 pts |
| 7.   | Hans Seidemann     | Allemagne   | He 64b | 62,4 km/h | 50 pts |

Du 13 au 17 août 1932 se tient la deuxième épreuve, une distance minimale nécessaire au décollage.
| Pos. | Pilote             | Équipe    | Avions | Distance | Points |
| ---- | ------------------ | --------- | ------ | -------- | ------ |
| 1.   | Wolf Hirth         | Allemagne | Kl 32  | 91,6 m   | 40 pts |
| 2.   | Francesco Lombardi | Italie    | Ba.33  | 97,5 m   | 40 pts |
| 3.   | Ambrogio Colombo   | Italie    | Ba.33  | 100 m    | 40 pts |
| 4.   | Reinhold Poss      | Allemagne | Kl 32  | 100,3 m  | 39 pts |
| 5.   | Robert Fretz       | Suisse    | Kl 32  | 102,6 m  | 39 pts |
| 6.   | Vittorio Suster    | Italie    | Ba.33  | 105,6 m  | 38 pts |

Par la suite se tient la troisième épreuve, une distance minimale nécessaire pour l’atterrissage.
| Pos. | Pilote            | Équipe      | Avions   | Distance | Points |
| ---- | ----------------- | ----------- | -------- | -------- | ------ |
| 1.   | Winifred Spooner  | Royaume-Uni | Ba.33    | 92,4 m   | 40 pts |
| 2.   | Reinhold Poss     | Allemagne   | Kl 32    | 97,8 m   | 40 pts |
| 3.   | G. Viazzo         | Italie      | Ba.33    | 101,9 m  | 39 pts |
| 4.   | Georges Détré     | France      | Potez 43 | 102,8 m  | 39 pts |
| 5.   | Franciszek Żwirko | Pologne     | RWD-6    | 105,8 m  | 38 pts |
| 6.   | Ambrogio Colombo  | Italie      | Ba.33    | 107,3 m  | 38 pts |
| 7.   | Robert Fretz      | Suisse      | Kl 32    | 107,4 m  | 38 pts |

### Épreuve de rallye

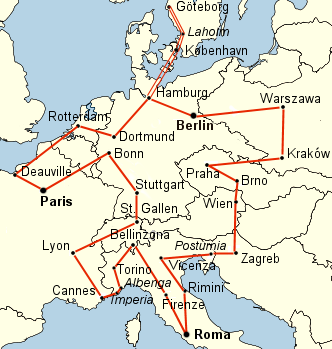
Parcours en Europe

La deuxième partie du concours consistait en un rallye de 7363 km sur l’Europe selon le parcours Berlin - Varsovie - Cracovie - Prague - Brno – Vienne - Zagreb - Postumia - Vicence - Rimini - Rome - Florence - Bellinzone - Turin – Albengue – Imperia - Cannes - Lyon - Saint-Gall - Stuttgart - Bonn - Paris - Deauville – Rotterdam - Dortmund – Hambourg - Copenhague – Laholm - Göteborg - Laholm  - Copenhagen - Hambourg – Berlin.
Les équipages décollent le 21 août.
| Pos.   | Pilote                  | Équipe          | Avions          | Vitesse moy. | Points  |
| ------ | ----------------------- | --------------- | --------------- | ------------ | ------- |
| 1.     | Hans Seidemann          | Allemagne       | Heinkel He 64b  | 213 km/h     | 220 pts |
| 2.     | Wolfgang Stein          | Allemagne       | Heinkel He 64c  | 208 km/h     | 220 pts |
| 3.     | Dietrich von Massenbach | Allemagne       | Heinkel He 64c  | 206 km/h     | 220 pts |
| 4.     | Walter Marienfeld       | Allemagne       | Darmstadt D-22a | 205 km/h     | 220 pts |
| 5.     | Wolf Hirth              | Allemagne       | Klemm Kl 32     | 203 km/h     | 220 pts |
| 6.     | Fritz Morzik            | Allemagne       | Heinkel He 64c  | 200 km/h     | 220 pts |
| 7.     | Otto Cuno               | Allemagne       | Klemm Kl 32     | 198 km/h     | 218 pts |
| 8/9.   | Reinhold Poss           | Allemagne       | Klemm Kl 32     | 197 km/h     | 217 pts |
| 8/9.   | Robert Fretz            | Suisse          | Klemm Kl 32     | 197 km/h     | 217 pts |
| 10.    | Robert Lusser           | Allemagne       | Klemm Kl 32     | 193 km/h     | 213 pts |
| 11/12. | Franciszek Żwirko       | Pologne         | RWD-6           | 191 km/h     | 211 pts |
| 11/12. | Josef Kalla             | Tchécoslovaquie | Praga BH-111    | 191 km/h     | 211 pts |
| 13.    | Jerzy Bajan             | Pologne         | PZL.19          | 188 km/h     | 206 pts |

### Épreuve de vitesse
La dernière épreuve était un sprint effectué sur un parcours triangulaire de 300 km en partant de l'aéroport de Berlin-Staaken.
| Pos. | Pilote                  | Équipe          | Avions          | Vitesse moy. | Points |
| ---- | ----------------------- | --------------- | --------------- | ------------ | ------ |
| 1.   | Fritz Morzik            | Allemagne       | Heinkel He 64c  | 241,3 km/h   | 14 pts |
| 2.   | Hans Seidemann          | Allemagne       | Heinkel He 64b  |              | 13 pts |
| 3.   | Werner Junck            | Allemagne       | Heinkel He 64c  |              | 13 pts |
| 4.   | Wolfgang Stein          | Allemagne       | Heinkel He 64c  |              | 12 pts |
| 5.   | Dietrich von Massenbach | Allemagne       | Heinkel He 64c  |              | 12 pts |
| 6.   | Walter Marienfeld       | Allemagne       | Darmstadt D-22a |              | 10 pts |
| 7.   | Reinhold Poss           | Allemagne       | Klemm Kl 32     | 220,7 km/h   | 7 pts  |
| 8.   | Tadeusz Karpiński       | Pologne         | RWD-6           | 216,2 km/h   | 5 pts  |
|      | Ignacy Giedgowd         | Pologne         | PZL.19          |              | 5 pts  |
|      | Robert Lusser           | Allemagne       | Klemm Kl 32     |              | 5 pts  |
|      | Georg Pasewaldt         | Allemagne       | Klemm Kl 32     |              | 5 pts  |
|      | Josef Kalla             | Tchécoslovaquie | Praga BH-111    |              | 5 pts  |
| 13.  | Franciszek Żwirko       | Pologne         | RWD-6           | 214,1 km/h   | 5 pts  |
|      | Otto Cuno               | Allemagne       | Klemm Kl 32     |              | 5 pts  |

## Classement final
| Pos. | Pilote                  | Équipe          | Avions           | Matricule   | Pts : tech + rallye + vit | Total |
| ---- | ----------------------- | --------------- | ---------------- | ----------- | ------------------------- | ----- |
| 1.   | Franciszek Żwirko       | Pologne         | RWD-6            | SP-AHN / O6 | 245 + 211 + 5             | 461   |
| 2.   | Fritz Morzik            | Allemagne       | Heinkel He 64c   | D-2304 / C6 | 224 + 220 + 14            | 458   |
| 2.   | Reinhold Poss           | Allemagne       | Klemm Kl 32      | D-2261 / B9 | 234 + 217 + 7             | 458   |
| 4.   | Wolfgang Stein          | Allemagne       | Heinkel He 64c   | D-2302 / A8 | 221 + 220 + 12            | 453   |
| 5.   | Robert Fretz            | Suisse          | Klemm Kl 32      | CH-360 / S2 | 231 + 217 + 4             | 452   |
| 6.   | Wolf Hirth              | Allemagne       | Klemm Kl 32      | D-2328 / E1 | 230 + 220 + 0             | 450   |
| 7.   | Otto Cuno               | Allemagne       | Klemm Kl 32      | D-2310 / C2 | 224 + 218 + 5             | 447   |
| 7.   | Hans Seidemann          | Allemagne       | Heinkel He 64b   | D-2260 / A9 | 214 + 220 + 13            | 447   |
| 9.   | Tadeusz Karpiński       | Pologne         | RWD-6            | SP-AHL / O4 | 238 + 200 + 5             | 443   |
| 10.  | Robert Lusser           | Allemagne       | Klemm Kl 32      | D-2311 / B6 | 219 + 213 + 5             | 437   |
| 11.  | Jerzy Bajan             | Pologne         | PZL.19           | SP-AHK / O3 | 223 + 206 + 4             | 433   |
| 12.  | Georg Pasewaldt         | Allemagne       | Klemm Kl 32      | D-2320 / C4 | 219 + 202 + 5             | 426   |
| 12.  | Theo Osterkamp          | Allemagne       | Klemm Kl 32      | D-2312 / B7 | 219 + 204 + 3             | 426   |
| 14.  | Werner Junck            | Allemagne       | Heinkel He 64c   | D-2305 / E2 | 225 + 186 + 13            | 424   |
| 15.  | Dietrich von Massenbach | Allemagne       | Heinkel He 64c   | D-2303 / A6 | 183 + 220 + 12            | 415   |
| 16.  | Josef Kalla             | Tchécoslovaquie | Praga BH-111     | OK-BAH / T2 | 192 + 211 + 5             | 408   |
| 17.  | Walter Marienfeld       | Allemagne       | Darmstadt D-22a  | D-2222 / B8 | 145 + 220 + 10            | 375   |
| 18.  | Ignacy Giedgowd         | Pologne         | PZL.19           | SP-AHI / O2 | 198 + 142 + 5             | 345   |
| 19.  | Jan Anderle             | Tchécoslovaquie | Breda Ba.15S     | OK-WAL / T1 | 143 + 130 + 0             | 273   |
| 20.  | Raymond Delmotte        | France          | Caudron C.278    | F-ALXB / K4 | 192 + 73 + 0              | 265   |
| 21.  | František Klepš         | Tchécoslovaquie | Praga BH-111     | OK-BEH / T4 | 196 + 25 + 0              | 221   |
| 22.  | Pierre Duroyon          | France          | Potez 43         | F-AMBN / K3 | 171 + 43 + 0              | 214   |
| 23.  | Maurice Arnoux          | France          | Farman F-234     | F-ALLY / K5 | 89 + 73 + 0               | 162   |
| 24.  | André Nicolle           | France          | Mauboussin M.112 | F-ALVX / K6 | 111 + 40 + 0              | 151   |

Le premier prix était de 100 000 francs français, la 2ème place de 50 000 F, la 3ème place avec 25 000 F, la 4ème place avec 15 000 F, de la 5ème à la 20ème place : 10 000 F
Pour la première fois l'Allemagne ne remporta pas le challenge. L'édition suivante de 1934 s'organise ainsi à Varsovie.
Le 11 septembre 1932, moins d'un mois après le Challenge, Franciszek Zwirko et Stanislaw Wigura moururent accidentellement à bord de leur RWD-6 en Tchécoslovaquie lors d'un orage. Le 13 janvier 1933, Winifred Spooner décéda d'une pneumonie attrapée sur l'aérodrome de Ratcliffe on the Wreake dans le Leicestershire. Le 26 août de la même année Reinhold Poss et son copilote Paul Weirich moururent également dans un accident, après avoir heurté le clocher d'une église près de Neuruppin
À la suite de la victoire de Franciszek Żwirko, l'aviation polonaise commémore cet événement chaque année, le 28 août, sous le nom de la Journée de l'aviation polonaise (pl).